# 南开乡 (白沙县)
南开乡，是中华人民共和国海南省白沙黎族自治县下辖的一个乡镇级行政单位。

## 行政区划
南开乡下辖以下地区：
牙佬村、南开村、高峰村、牙和村和革新村。